# São José do Itueto
São José do Itueto é um distrito do município brasileiro de Santa Rita do Itueto, no interior do estado de Minas Gerais. Segundo o censo demográfico de 2022, realizado pelo Instituto Brasileiro de Geografia e Estatística (IBGE), sua população era de 2 129 habitantes e havia 787 domicílios particulares permanentes ocupados. Possui área de 49,71 km² conforme a Fundação João Pinheiro (FJP). Foi criado pela lei estadual nº 6.769 de 13 de maio de 1976.
De acordo com o IBGE, em 2010 a população era de 1 762 habitantes e havia 793 domicílios particulares.